# Le Polonais (journal)
Le Polonais est un journal patriotique polonais, édité à Paris entre 1832 et 1836. 

## Histoire
Le sous titre met en exergue la mention : La nationalité polonaise ne périra pas.
Les locaux parisiens, d'abord situés au 12, Rue Vivienne, sont transférés fin 1834, au 34 Rue Notre-Dame-des-Victoires.

## Contenu de la publication
- rubriques Politique, Histoire, Variétés: articles (parfois non crédités, ou avec réserves), sur les civilisations russe et polonaise
- rubrique Littérature: poèmes ou extraits d'œuvres littéraires, notamment des Aïeux d'Adam Mickiewicz
- rubrique Chronique polonaise : informations d'actualité, revue de presse classées, nouvelles diverses
- rubrique Bulletin littéraire: listes bibliographiques et critiques d'ouvrages concernant la situation de la Pologne

## Collaborateurs
parmi lesquels
- Pierre-Simon Ballanche
- Julien-Ursin Niemcewicz

## Présentation des numéros numéros
- Les numéros mensuels sont regroupés en volume
- Chaque volume regroupe ainsi six numéros.
  - Tome I (juillet-Décembre 1833)
  - Tome II (janvier-juin 1834)
  - Tome III (juillet-Décembre 1834)
  - Tome IV (janvier-juin 1835)
  - Tome V (juillet-Décembre 1835)